# 柴田崎雄
柴田 崎雄（しばた さきお、1925年11月2日 - 1986年12月13日）は、福岡県出身のプロ野球選手。

## 経歴

### 現役時代
飯塚商業学校から1943年に西鉄軍へ入団。1944年の西鉄軍解散に際して東京巨人軍へ移籍し、同年退団。

### 引退後
引退後は軍に召集されたのちに復員し、八幡製鐵などで働いていた。
1957年に中日ドラゴンズのスカウトへ就任した。スカウト自由競争時代から活躍し、江藤慎一、板東英二、権藤博など多くの選手獲得に携わった。
上記のようにやり手で名を馳せた一方で、柳川事件・門岡事件・高井事件に係わるなど強引な手段をとることもあった。1966年の高井事件ではアマチュア球界側が態度を硬化させたため、NPB側のコミッショナー裁定により1年間のスカウト活動禁止が言い渡されている。
渉外課長であった1968年にドラゴンズから解雇され、球団相手に訴訟を起こすと報じられた。原因は親会社・中日新聞社の派閥争いに巻き込まれたためとされている。

## 詳細情報

### 年度別打撃成績
| 年 度     | 球 団     | 試 合 | 打 席 | 打 数 | 得 点 | 安 打 | 二 塁 打 | 三 塁 打 | 本 塁 打 | 塁 打 | 打 点 | 盗 塁 | 盗 塁 死 | 犠 打 | 犠 飛 | 四 球 | 敬 遠 | 死 球 | 三 振 | 併 殺 打 | 打 率 | 出 塁 率 | 長 打 率 | O P S |
| --------- | --------- | ----- | ----- | ----- | ----- | ----- | -------- | -------- | -------- | ----- | ----- | ----- | -------- | ----- | ----- | ----- | ----- | ----- | ----- | -------- | ----- | -------- | -------- | ----- |
| 1944      | 巨人      | 3     | 3     | 2     | 0     | 0     | 0        | 0        | 0        | 0     | 1     | 0     | 0        | 0     | --    | 0     | --    | 1     | 1     | --       | ----  | .333     | ----     | .333  |
| 通算：1年 | 通算：1年 | 3     | 3     | 2     | 0     | 0     | 0        | 0        | 0        | 0     | 1     | 0     | 0        | 0     | --    | 0     | --    | 1     | 1     | --       | ----  | .333     | ----     | .333  |

### 背番号
- 14 （1943年）

## 著書
- 『いい人たちばかりの中で―あるプロ野球スカウトの記録』（1969年 六芸書房）